# Гротмачта
Гротмачта (от на нидерландски: grote mast - „голяма мачта“) е корабна мачта, обикновено втората мачта, броено от носа на съда. При дву- или тримачтовите съдове това е най-високата мачта независимо от нейното местоположение.
При ветроходи с четири и повече мачти, всички мачти между фокмачтата (първата) и бизанмачтата (последната) се наричат гротмачти и се номерират от носа към кърмата „първа гротмачта“, „втора гротмачта“ и т.н. Например руския учебен четиримачтов барк „Крузенщерн“ има фокмачта, първа гротмачта, втора гротмачта и бизанмачта. Гротмачтата може и да е единствена (на съдовете с ветрилно въоръжение на „шлюп“, „тендер“ и др.)
Реите, разположени на гротмачтата са:
- гротрея;
- гротмарсрея;
- гротбрамрея;
- гротбомбрамрея;
- гроттрюмрея;
- гротмунрея.